# Asystasia glandulifera
Espèce
Statut de conservation UICN

 VU B2ab(iii) : Vulnérable
Asystasia glandulifera Lindau est une espèce de plantes à fleurs de la famille des Acanthaceae et du genre Asystasia, présente principalement au Cameroun, mais également au Nigeria.

## Description
C'est une grande herbe pouvant atteindre 2 m de hauteur.

## Distribution
Assez rare, subendémique, elle est présente au sud-est du Nigeria, mais surtout au Cameroun, dans quatre régions (Nord-Ouest, Ouest, Sud-Ouest, Est).